# Министерство информационных технологий и связи Колумбии
Министерство информационных технологий и связи Колумбии (исп. Ministerio de Tecnologías de la Información y las Comunicaciones) — национальное министерство исполнительного правительства Колумбии, отвечает за контроль информационных и коммуникационных технологий, телекоммуникаций и вещательной промышленности.

## История
В колонии испанская корона 14 мая 1514 года учредила Correo Mayor de las Indias и передала эту должность Лоренцо Галиндесу де Карвахалю; позже, в 1553 году, была создана Королевская палата почтовой администрации.
Во времена республики, в 1847 году, когда президентом был Томас Сиприано де Москера, первые работы по строительству электрического телеграфа были осуществлены при сотрудничестве Великобритании. Во время правления Мануэля Мурильо Торо первое телеграфное сообщение было отправлено между Куатро Эскинас, Москерой и Сантафе-де-Богота. В 1876 указом 160 были регламентированы правила строительства и сохранности телеграфных линий, в ведении которых находились частные лица.
Бывшее Министерство телекоммуникаций Колумбии, созданное под новым наименованием декретом № 1341 от 30 июля 2009 года. Этот закон определяет развитие отрасли и способствует массовому распространению информационных и коммуникационных технологий.

## Министры
Бывшее Министерство связи приняло новое название указом 1341 от 2009 года.
Нынешним министром является Маурисио Лискано, назначенный президентом Колумбии Густаво Петро.
| Министр                   | Фотография             | Период      | Президент            |
| ------------------------- | ---------------------- | ----------- | -------------------- |
| Эсприелла, Мария          |                        | 2006 — 2010 | Урибе Велес, Альваро |
| Медина, Даниэль           |                        | 2010        | Урибе Велес, Альваро |
| Вега, Диего               |                        | 2010 — 2014 | Сантос, Хуан Мануэль |
| Луна, Давид               |                        | 2015 — 2018 | Сантос, Хуан Мануэль |
| Розо, Хуан                |                        | 2018        | Сантос, Хуан Мануэль |
| Констаин, Сильвия         |                        | 2018 — 2020 | Дуке Маркес, Иван    |
| Абудинен, Карен           |                        | 2020 — 2021 | Дуке Маркес, Иван    |
| Пабон, Иван Дуран         |                        | 2021        | Дуке Маркес, Иван    |
| Вальдеррама, Кармен Лигия |                        | 2021 — 2022 | Дуке Маркес, Иван    |
| Уррутиа, Сандра           |                        | 2022 — 2023 | Петро, Густаво       |
| Лискано, Маурисио         | Oscar Mauricio Lizcano | 2023 — н.в. | Петро, Густаво       |